# 景初暦
景初暦（けいしょれき）は、中国暦の一つで、魏の明帝の景初元年（237年）から晋を経て、南朝宋の文帝の元嘉二十一年（444年）まで、また北朝の北魏では道武帝の天興元年（398年）から太武帝の正平元年（451年）まで使用された太陰太陽暦の暦法。後漢・魏・西晋の楊偉（ようい）によって作られた。
晋王朝成立後の泰始元年（265年）に泰始暦が行われたとされているが、実際は景初暦と同一のものであった。
計算上の暦元は干支丁巳の景初元年から4045年前の干支壬辰年の夜半甲子朔旦冬至である（『晋書』律暦下）。
19年7閏月の章法を採用し、1太陽年を365+455/1843（≒365.24688）日、1朔望月を29+2419/4559（≒29.530599）日とする。
ちなみに、1近点月は27+2528/4559（≒27.55451）日とされており、月の運行の遅疾に関する計算が暦に取り入れられ、天体暦として日月食の開始時刻などを推算する方法を確立した。